# Summer Phoenix
Summer Joy Phoenix (Winter Park, Florida, 1978. december 10. –) amerikai színésznő, modell.

## Fiatalkora és családja
A floridai Winter Parkban született, a család legkisebb gyermekeként. Édesanyja, Arlyn Sharon Bronxban jött világra magyar és orosz zsidó bevándorlók gyermekeként. Phoenix anyja 1968-ban elhagyta családját, hogy Kaliforniába költözzön. Stoppolás közben ismerkedett meg Summer későbbi apjával, majd ezt követően 1969-ben gyorsan összeházasodtak és csatlakoztak az Isten gyermekei nevű vallási szektához, mely misszionárius tevékenységet végzett. Többek között gyümölcsszedőként dolgoztak Dél-Amerikában. 
Phoenixnek négy testvére van: két bátyja, River és Joaquin szintén színészek lettek. Két nővére van, Rain és Liberty. Phoenix a New York-i Tisch Művészeti Egyetemen tanult, ám mielőtt lediplomázhatott volna otthagyta az iskolát, hogy elindítsa filmes karrierjét. 

## Pályafutása
Karrierjét gyermekszínészként kezdte, többek között olyan sorozatok epizódszerepeiben tűnt fel, mint a Gyilkos sorok, a Growing Pains és az Airwolf. 1987-ben a Russkies című filmben bátyjával, Joaquinnal testvérpárt alakítottak. 
1998-ban feltűnt a Faculty – Az invázium című Robert Rodríguez-horrorfilmben, Josh Hartnett partnereként. 2001-ben főszerepet kapott A hitetlen című filmben – a Ryan Gosling által megformált főszereplő fasiszta barátnőjét alakította. Phoenix alakítását sok kritikus dicsérte, a filmet pedig témája egyik legprovokatívabb alkotásának nevezték. 2004-ben ismét egy zsidóság témájú filmben, a Suzie Goldban játszott. 
2002-ben három hónapig játszották a színházak azt a darabját, amelyben közeli barátja, Matt Damon és férje, Casey Affleck alakították a főszerepet. Nővérével, Rainnel volt egy közös rockbandájuk, a The Causey Way.

## Magánélete
Több környezetvédelmi és állatjogi szervezet, többek között a PETA lelkes támogatója. 
2003. december 25-én jegyezte el Casey Affleck, 2004. május 31-én született meg első gyermekük Amszterdamban. A pár 2006. június 3-án házasodott össze a Georgia állambeli Savannah-ban. 2008. január 12-én fiúgyermekük született. 
Phoenix egy patinás ruházati butik, a Some Odd Rubies társtulajdonosa, melyet egyetemen megismert barátnőivel, Odessa Whitmire-ral és Ruby Cannerral nyitottak. Üzleteik megtalálhatóak Los Angeles-ben és New Yorkban is.

## Filmográfia

### Film
| Év   | Magyar cím                           | Eredeti cím                    | Szerep                       | Megjegyzések               |
| ---- | ------------------------------------ | ------------------------------ | ---------------------------- | -------------------------- |
| 1987 |                                      | Russkies                       | Candi                        |                            |
| 1997 | Gena, a lebilincselő                 | Arresting Gena                 | Jane Freeman                 |                            |
| 1998 | Korán keltem aznap, amikor meghaltam | I Woke Up Early The Day I Died | pultos / lány a tengerparton |                            |
| 1998 |                                      | Girl                           | Rebecca Fernhurst            |                            |
| 1998 |                                      | SLC Punk!                      | Brandy                       |                            |
| 1998 | Faculty – Az invázium                | The Faculty                    | B.. meg lány                 | magyar hangja: Németh Gabi |
| 2000 | Férjfogó                             | Committed                      | Meg                          |                            |
| 2000 | Szenvedélyes színdarab               | Esther Kahn                    | Esther Kahn                  |                            |
| 2000 | Maffia az étteremben                 | Dinner Rush                    | Marti Wellington             |                            |
| 2001 | A hitetlen                           | The Believer                   | Carla Moebius                |                            |
| 2004 |                                      | Suzie Gold                     | Suzie Gold                   |                            |
| 2016 |                                      | Two for One                    | Samantha                     |                            |
| 2017 |                                      | Across My Land                 | ismeretlen szerep            | rövidfilm                  |
| 2017 |                                      | The Mad Whale                  | Beatrice Price               |                            |
| 2018 |                                      | Tiny Little Life               | ismeretlen szerep            | rövidfilm                  |
| 2019 |                                      | Skin                           | Lucy                         | rövidfilm                  |
| 2022 |                                      | What Comes Around              | Beth                         |                            |

### Televízió
| Év   | Magyar cím               | Eredeti cím                | Szerep         | Megjegyzések                              |
| ---- | ------------------------ | -------------------------- | -------------- | ----------------------------------------- |
| 1984 | Airwolf                  | Airwolf                    | kislány        | 1 epizód                                  |
| 1984 | Gyilkos sorok            | Murder, She Wrote          | Cindy Donovan  | - 1 epizód - magyar hangja: - Mánya Zsófi |
| 1986 |                          | Taking It Home             | Frannie        | tévéfilm                                  |
| 1986 |                          | Kate's Secret              | Becky Stark    | tévéfilm                                  |
| 1987 |                          | Growing Pains              | Jody           | 1 epizód                                  |
| 1988 |                          | ABC Weekend Special        | Lana           | 1 epizód (Ralph a táborban)               |
| 1989 |                          | The New Leave It to Beaver | Bettie Haskell | 1 epizód                                  |
| 1990 |                          | Swamp Thing                | Lilly          | 1 epizód                                  |
| 1997 | Vészhelyzet              | ER                         | Petra          | 1 epizód                                  |
| 2002 | Egy gyilkosság története | The Laramie Project        | Jen Malmskog   | tévéfilm                                  |
| 2002 | Elveszettek              | Wasted                     | Samantha       | tévéfilm                                  |

## Fordítás
- Ez a szócikk részben vagy egészben  a   Summer Phoenix című angol Wikipédia-szócikk fordításán alapul.  Az eredeti cikk szerkesztőit annak laptörténete sorolja fel. Ez a jelzés csupán a megfogalmazás eredetét és a szerzői jogokat jelzi, nem szolgál a cikkben szereplő információk forrásmegjelöléseként.